# Maupertuis (Manche)
Maupertuis település Franciaországban, Manche megyében. Lakosainak száma 147 fő (2022. január 1.). Maupertuis La Haye-Bellefond, Le Guislain, Hambye, Percy-en-Normandie és Villebaudon községekkel határos.

## Népesség
A település népességének változása:
| Lakosok száma | 176  | 140  | 131  | 133  | 135  | 137  | 137  | 143  | 145  | 147  |
|               | 1968 | 1982 | 1990 | 2006 | 2011 | 2016 | 2017 | 2019 | 2020 | 2022 |